# Colorado jezik
Colorado jezik (tsachila, tsafiki; ISO 639-3: cof), indijanski jezik porodice barbacoan, skupine cayapa-colorado, kojim govori oko 2 300 Colorado Indijanaca (2000 SIL) u džunglama zapadno od grada Quito u Ekvadoru, osobito oko Santo Domingo de los Coloradosa
Skupinu Cayapa-Colorado čini zajedno s jezikom cayapa ili chachi. U upotrebi je i španjolski; pismo: latinica.

## Vanjske poveznice
- Ethnologue (14th)
- Ethnologue (15th)